# Jurinella bicolor
Jurinella bicolor là một loài ruồi trong họ Tachinidae.